# Chutes Annie
Pour les articles homonymes, voir Annie.
Les chutes Annie (en anglais : Annie Falls) sont des chutes d'eau du comté de Klamath, dans l'Oregon, aux États-Unis. D'une hauteur de 16 mètres, ces chutes formées par l'Annie Creek relèvent du bassin versant du Klamath. Elles sont protégées au sein du parc national de Crater Lake.